# Jaime Pujol
Jaime Pujol (Palma de Mallorca, 6 de noviembre de 1961) es un actor, dramaturgo y director español. Ha trabajado en numerosas series de televisión, películas y obras de teatro, pero el personaje que le ha dado mayor fama ha sido el del Inspector Jefe Andrés Casqueiro en la serie de Tele 5 El comisario. 
Estudió en la Escuela Superior de Arte Dramático de Valencia (ESAD).

## Biografía
Jaime Pujol se trasladó a Valencia por motivos de estudios a los 18 años y, desde entonces, vive y desempeña la mayor parte de su actividad laboral entre Valencia y Madrid.
Está licenciado por la Escuela Superior de Arte Dramático y Danza de Valencia (1982), recibió clases de Antonio Díaz Zamora y Francisco Romá (director del film Tres en raya) y fue Coordinador del Departamento de las Artes del Palau de la Música (Valencia, 1991-1993), Director del Instituto del Teatro Nuria Espert (Valencia, 1993-1996), Director de la Escuela del Actor (Valencia, 1996-1999) y Director Artístico de la Fundación Shakespeare de España. Además estudió hasta 4º de Psicología.
Ha obtenido, entre otros, los siguientes premios: Mejor dirección escénica por El mercader amante, en la XIX edición de los Premis de les Arts Escèniques 2010 de la Generalitat Valenciana; Mejor actor de TV movie en la VII Edición del Festival de Cine de Alicante 2010, por Desátate; Mejor actor en los Premis Tirant Avant 2010 del audiovisual valenciano, por la TV movie Desátate; Premi Eduard Escalante "Ciutat de València, 1992" como autor, por la obra Tal vegada en un parc.

## Filmografía

### Televisión
- Quan es fa fosc, reparto (1989)
- Dark Justice, reparto (1991)
- Herència de sang, reparto (1995)
- Hospital, como Dr. Daniel Rivas (1996)
- A flor de pell, reparto (1997)
- Hermanas, como el médico (1998)
- El secreto de la porcelana, como el emisario. Miniserie (1998)
- Ambiciones, como Gustavo (1998)
- Ausias March, como Juan II de Navarra. TV movie (2003)
- Otra ciudad, como Joaquín. TV movie (2003)
- Max Aub. Un escritor en su laberinto, reparto. Documental. Dir. Llorenç Soler (2002)
- La madre de mí marido, reparto. TV movie (2004)
- El comisario, como Andrés Casqueiro Solano (1999-2009)
- Autoindefinits, varios personajes. (2008)
- Altra oportunitat (2007)
- Comida para gatos, como Arturo. TV movie (2008)
- Desátate, como Roberto. TV movie (2009)
- Física o Química, como Alonso de la Torre (2009-2010)
- Bon día, bonica, como Carlos Palacios (2010-2011)
- Ángel o Demonio, como Juan Carlos (2011)
- Mario Conde, los días de gloria, como Luis Ángel Rojo. Miniserie (2013)
- Cuéntame como pasó, como Gerardo (2013)
- Amar es para siempre, como Martín Angulo García del Carpio (2013-2014)
- 22 ángeles, como virrey Antonio José Amar y Borbón. TV movie (2016)
- El Ministerio del Tiempo, como Adolfo Suárez. (2017)
- El secreto de Puente Viejo, como Amancio Ramos. (2018)
- Hospital Valle Norte, como Julio. (2019)
- Desaparecidos, como Ayllón. (2019)
- Señoras del (h)AMPA, como Ernesto. (2019)
- La caza. Tramuntana, como Jaume Febrer. (2020)
- Supernormal, como Jaime. (2022)
- Serrines, madera de actor, como Tomás Quintanilla (2024)

### Largometrajes
- Amanece como puedas, reparto. Dir. Antoni P. Canet (1987)
- La camisa de la serpiente, como Jorge. Dir. Antoni P. Canet (1996)
- La gran vida, como un financiero. Dir. Antonio Cuadri (1999)
- El palo, como Gustavo. Dir. Eva Lesmes (2000)
- Recoletos (arriba y abajo), como Jaime. Dir. Pablo Llorca (2012)
- Perdona si te llamo amor, como Roberto. Dir. Joaquín Llamas (2014)
- Solo!, como Enrique. Dir. Nic Cornwall (2016)
- Reflejo, como Alberto. Dir. Bogdan Toma (2019)
- El Síndrome Inverso de Ebenezer Scrooge, como Isaac. Dirección: Sergio Sanus (2019)
- Swing. La vida d'un secret, como Victor. Dirección: Miguel Ángel Font Bisier (2019)
- En temporada baja, como Frutos. Dir. David Marqués (2021)

### Cortometrajes
- Alguien que anda por ahí. Dir. Luis Casasayas (1985)
- Selena o l'altra cara de la lluna. Dir. Jordi Piris (1990)
- Las amigas. Dir. Carlos Pastor (1991)
- Noticias a las tres. Dir. José Luis Moreno (1997)
- Ezequiel y la galga María. Dir. Eva Marín. (2013)
- Se vende varita mágica. Dir. Koke Jiménez y Josevi García Herrero. (2014)
- Contando estrellas. Dir. Josevi García Herrero. (2016)
- La lección. Dir. Hugo Gómez. (2017)

### Teatro

#### Como intérprete
- Machado: 50 años con sus versos (1990)
- Canciones del alma, sobre poemas de San Juan de la Cruz (1989)
- El verbo hecho mundo (1988)
- Romeo y Julieta, de W. Shakespeare. Dir. Edward Wilson (1987)
- Decir Shakespeare. Dir. Francesc Puchades (1986)
- Como gustéis, de W. Shakespeare. Dir. Pierre Constant (1986)
- Allò que tal vegada s'esdevingué. Dir. Joan Oliver (1985)
- Supongamos que no he dicho nada, sobre textos de Boris Vian, Carlos Arniches y André Gide. Dir. Rafael Calatayud (1983)
- Flor de Otoño. Dir. José María Rodríguez Méndez (1982)

#### Como director
- ¡Tengan paciencia!, varios autores (1986)
- Las galas del difunto, de Valle-Inclán (1987)
- El verdadero Inspector Hound, de Tom Stoppard (1988)
- La cocina, de Arnold Wesker (1989)
- Ríndete, Dorothy, de Paul Waite (1990)
- Macbeth, de W. Shakespeare (1991)
- Broza, de Samuel Beckett (1991)
- Bodas de sangre, de Federico García Lorca (1992-1994)
- Lorca, mujer (1998)
- Ángel, de Michel Verly (2005-2006)
- Dones sàvies, de Molière (2014-2015)
- El mercader amante, de Gaspar Aguilar. (2009)
- El búho y la gata, de Bill Manhoff. (2010)
- Un matrimonio y medium, de Jaidy Kanesh. (2011)
- A por todas (Speed-the-plow), de David Mamet. (2012)
- Despertarás ayer, de Jaidy Kanesh. (2013)
- Nit tancada, de J. Pujol. (2014)
- Muerto en el acto, de J. Pujol y Diego Braguinsky (2015)
- Mecbeth, de J. Pujol y Diego Braguinsky (2015)
- Goyescas, de Enrique Granados. (Ópera) En codirección con Sergio Villanueva. (2016)
- La mejor canción del mundo, de J. Pujol y Diego Braguinsky (2017)
- La cantante, de J. Pujol, Diego Braguinsky y Francis J. En codirección con Diego Braguinsky. (2017)
- Peter Pan contra el youtuber, de J. Pujol y Diego Braguinsky (2018)
- Zarzuela, de la Z a la A, de J. Pujol, Pablo López y Diego Braguinsky (2018)
- Es una lata el trabajar, de J. Pujol y Diego Braguinsky. En codirección con Diego Braguinsky. (2022)

#### Como autor
- Tal vegada en un parc (1992). Premio Eduardo Escalante "Ciutat de Valencia" de 1992
- El tren de las hormigas (1994)
- Los ángeles también ponen huevos, junto con la compañía Art Teatral (1995)
- Un cuarteto inexacto. Dir. Xavier Berraondo (1996)
- Cajas. Dir. él mismo (1998)
- Lienzos (Piezas coloreadas) (1999)
- San Blas Café, coautor junto a Pep Xiveli y Diego Braguinsky (1999)
- Caminando hacia el suelo (2001)
- Bumerán, coautor junto a Pep Xiveli y Diego Braguinsky. Dir. Enrique Belloch (2002)
- El cabaret del ornitorrinco, coautor junto a Paco Zarzoso, Pep Xiveli y Diego Braguinsky (2002)
- Continuidad de los parques. Dir. él mismo (2004-2005)
- Tierra en los ojos (2007)
- Sumergidos y La descompresión de la incomprensión. Dos pequeñas comedias del agua (2008)
- Desencajados (2010)
- Música en la cabeza (2016)
- La cantante, coautor junto a Diego Braguinsky y Francis J (2017)
- Peter Pan contra el youtuber, coautor junto a Diego Braguinsky (2017)
- Zarzuela, de la Z a la A, coautor junto a Pablo López y Diego Braguinsky (2018)
- Es una lata el trabajar, coautor junto a Diego Braguinsky (2021)

#### Como ayudante de dirección
- Una llamada para Pirandello, de Antonio Tabucchi y El marinero, de Fernando Pessoa. Dir. principal. Vicente Genovés (1990)
- Bodas de sangre, de Federico García Lorca. Dir. principal. Edward Wilson (1995)

## Literatura

### Narrativa
- Los escarabajos. Suplement de cultura del diari Llevant. Valencia, 21 de marzo de 1985
- Ático. Bajarí. Finalista en el IX Concurso de cuentos. Palma de Mallorca, 1984

### Poesía
- Dos él. Valencia: Malvarrosa de Poesía (1984)
- Los signos del silencio. Pliegos de poesía. Palma de Mallorca (1983). Finalista del premio "Reina Amalia" de 1983